# Said Musa

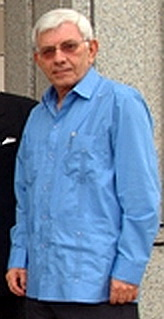
Said Musa, 2006

Said Wilbert Musa (* 19. März 1944 in San Ignacio) war zwischen 1998 und 2008 Premierminister von Belize.

## Leben
Musa wurde in San Ignacio als vierter Sohn von Hamid und Aurora Musa geboren. Diese haben palästinensische Wurzeln. Er ging auf die Saint Andrew’s Primary School in San Ignacio und anschließend auf die High School am St. Michael’s College in Belize City. Später besuchte er das St. John’s College Sixth Form. Danach studierte er Rechtswissenschaften an der Universität Manchester in Großbritannien. 1966 schloss er sein Studium mit dem Honours Degree ab. Im darauffolgenden Jahr kehrte er nach Belize zurück, wo er zunächst als Staatsanwalt und später als privater Anwalt arbeitete.
Musa trat der People’s United Party (PUP) unter George Cadle Price bei und wurde 1981 in die erste unabhängige Nationalversammlung von Belize gewählt. Er diente zwischen 1981 und 1984 als Generalanwalt sowie als Minister für wirtschaftliche Entwicklung und zwischen 1989 und 1993 als Außen- und Bildungsminister. In den ersten Jahren nach der Unabhängigkeit war er außerdem Mitglied in dem Komitee, welches die Verfassung von Belize ausarbeitete sowie in der Delegation, die sich mit der endgültigen Festlegung der Grenzen zwischen Belize und Guatemala beschäftigte. Im Jahre 1996 übernahm Musa die Parteiführung der PUP und führte sie bei den Parlamentswahlen 1998 und 2003 zu Wahlsiegen.